# Formalismo de Newman-Penrose
O formalismo de Newman-Penrose (NP)  é um conjunto de notação desenvolvido por Ezra T. Newman e  Roger Penrose para a relatividade geral (RG). Sua notação é um esforço para tratar a relatividade geral em termos de notação de espinores, que introduz formas complexas de variáveis habituais utilizadas na RG. O formalismo NP é por si só um caso especial do formalismo tétrada,  onde os tensores da teoria são projetados sobre uma base vetorial completa em cada ponto no espaço-tempo. Normalmente, esta base vetorial é escolhida para refletir alguma simetria do espaço-tempo, levando a simplificar expressões para observáveis físicos. No caso do formalismo NP, a base escolhida é um vetor de tétrada nula: um conjunto de quatro vetores nulos — dois reais, e um par complexo-conjugado. Os dois membros reais assintoticamente apontam radialmente para dentro e radialmente para fora, e o formalismo está bem adaptado ao tratamento de propagação da radiação no espaço-tempo curvo. As variáveis mais frequentemente utilizadas no formalismo são os escalares de Weyl, derivados do tensor de Weyl. Em particular, pode ser mostrado que um destes escalares —  {\displaystyle \Psi _{4}} no quadro apropriado — codifica a radiação gravitacional de saída de um sistema assintoticamente plano.